# Castelo de Abrantes

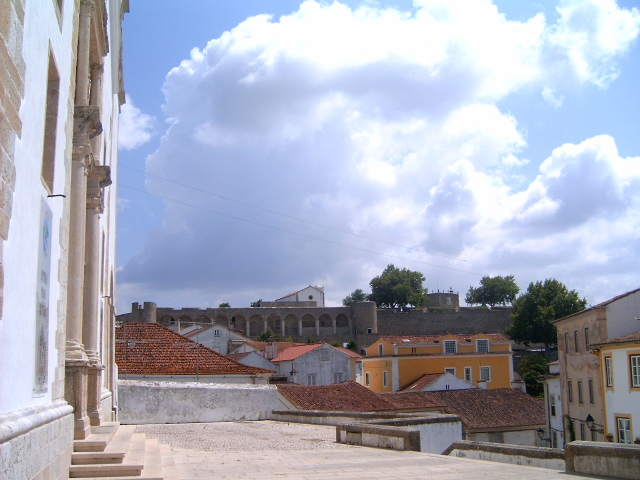
Castelo de Abrantes, Portugal: vista a partir da Igreja de S. Vicente.

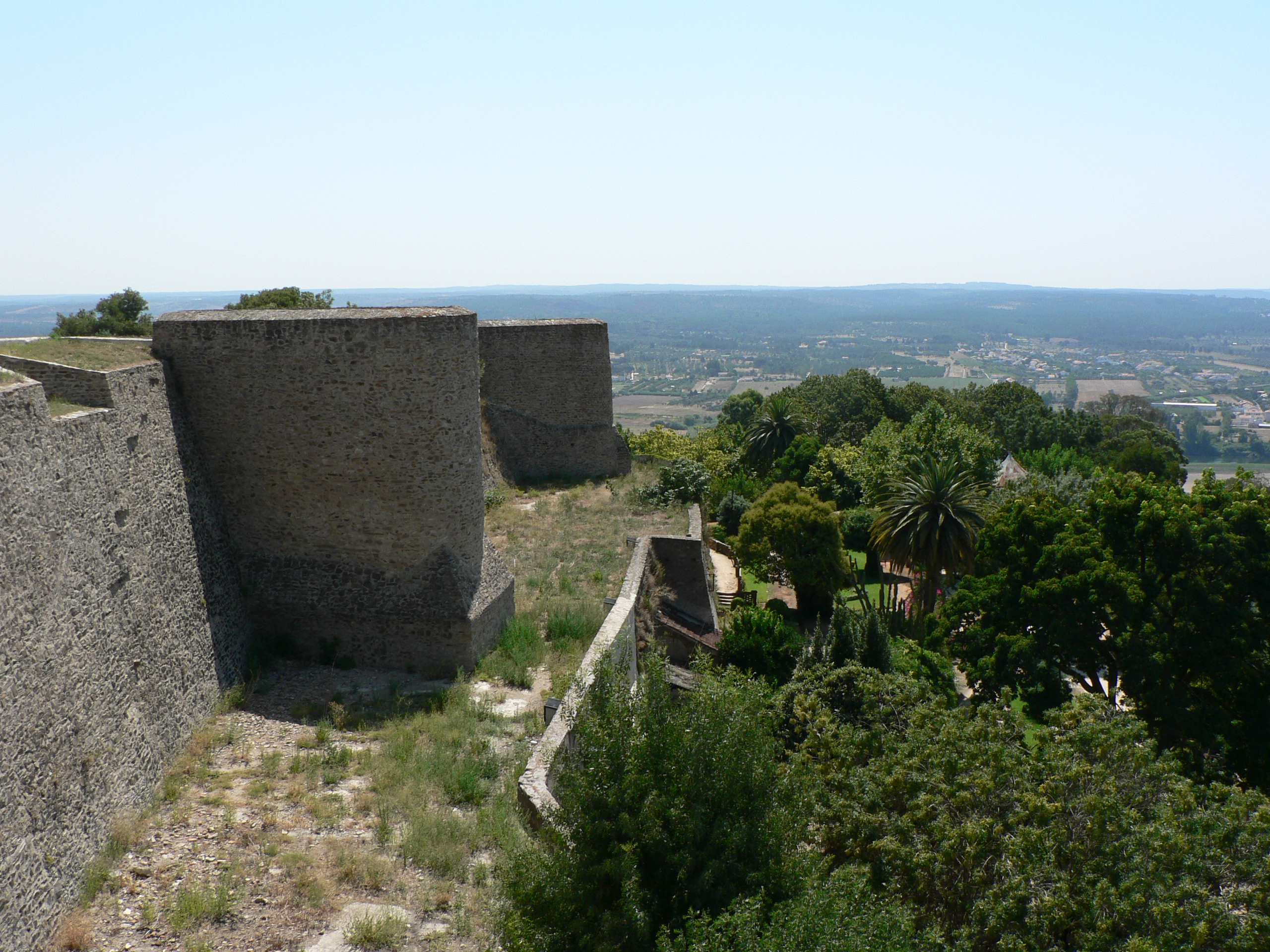
Castelo de Abrantes.

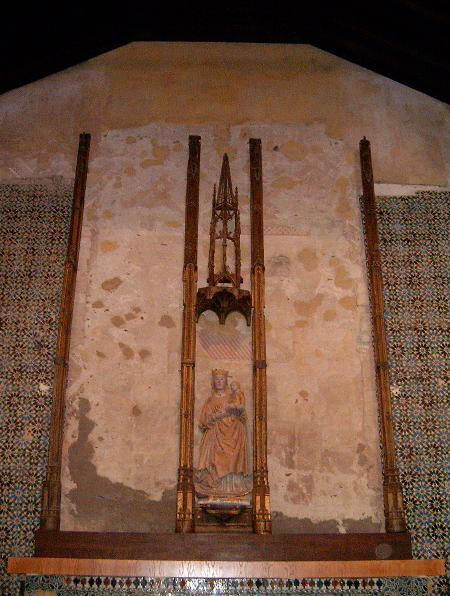
Igreja de Santa Maria do Castelo.

O Castelo de Abrantes, também referido como Fortaleza de Abrantes, no Ribatejo, localiza-se na atual freguesia de Abrantes (São Vicente e São João) e Alferrarede, na cidade e no Município de Abrantes, no Distrito de Santarém, em Portugal.
Em posição dominante sobre uma colina na margem direita do rio Tejo, outrora constituindo a chamada Linha do Tejo, um conjunto de fortalezas que atualmente faz parte da Região de Turismo dos Templários.
O Castelo de Abrantes está classificado como Imóvel de Interesse Público desde 1957.

## História

### Antecedentes
Alguns autores acreditam que o seu sítio tenha sido ocupado desde a pré-história por um castro, conquistado, no âmbito da Invasão romana da Península Ibérica, no ano de 130 a.C., pelo cônsul Decimus Junius Brutus Callaicus e ocupado posteriormente por Visigodos e Muçulmanos, argumentando que o sítio se constituía em uma encruzilhada de vias terrestres, justificando a sua ocupação e guarnição militar. Outros autores, ao contrário, compreendem que o médio curso do rio Tejo não possuiu, a rigor, qualquer organização ligada aos principais poderes peninsulares até ao século XII.

### O castelo medieval
À época da Reconquista cristã da Península Ibérica, em 1118 ou 1148, a povoação foi conquistada aos mouros pelas forças de D. Afonso Henriques (1112-1185), que lhe determinou a reconstrução das defesas. As necessidades de defesa da chamada Linha do Tejo, valorizaram-lhe o sítio, num período em que a Ordem dos Templários dotava o médio curso do rio de uma impressionante linha defensiva, na qual se inscreveu. Resistiu, desse modo, ao assédio das forças do Califado Almóada sob o comando de Abem Jacob, as quais tiveram que se retirar sofrendo pesadas baixas. Em recompensa por esse feito heroico, recebeu do soberano a sua Carta de Foral (1179).
Posteriormente, D. Afonso III (1248-1279) conferiu-lhe importantes melhoramentos na defesa, iniciados em 1250 e concluídos entre 1300 e 1303, já no reinado de D. Dinis (1279-1325), com destaque para a torre de Menagem e a ampliação das muralhas. Este monarca doou a vila a sua esposa, D. Isabel de Aragão, passando, a partir de então, a integrar o património das rainhas de Portugal.
À época da crise de 1383-1385 alinhou-se ao lado das forças do Mestre de Avis, rezando a tradição que foi neste castelo que se tomou a decisão de dar combate às tropas de Castela em Aljubarrota.
Sob o reinado de D. Manuel (1495-1521), a povoação recebeu o Foral Novo (1510).
Na segunda metade do século XVI, o Castelo de Abrantes entrou em decadência, particularmente durante a Dinastia Filipina.

### A praça-forte setecentista
No contexto da guerra da Restauração da Independência portuguesa, no último quartel do século XVII, D. Pedro II (1667-1706) determinou a sua reedificação, transformando a povoação e seu castelo medieval em uma moderna praça-forte abaluartada (Praça-forte de Abrantes), ao estilo Vauban. Para esse fim as muralhas medievais foram rebaixadas e reforçadas, tendo-lhes sido adossados dois meio-baluartes (1704). À época era reputada como "a chave da Província da Estremadura".
No século XVIII, as instalações do castelo foram adaptadas para o uso como quartel, passando a aquartelar um regimento da Cavalaria Real. Posteriormente, entre 1792 e 1799, essas instalações foram ampliadas e ocupadas pela legião comandada pelo marquês de Alorna.

### Do século XIX aos nossos dias
No início do século XIX, quando da Guerra Peninsular, a vila suportou, em duas ocasiões, a passagem das tropas napoleônicas:
- em 22 de Novembro de 1807, foi ocupada pelas tropas sob o comando do general Jean-Andoche Junot, agraciado com o título de duque de Abrantes (Março de 1808);
- em Outubro de 1810 foi reocupada, após a derrota das tropas sob o comando do marechal André Masséna nas Linhas de Torres.

Posteriormente, as instalações do castelo foram desativadas como aquartelamento, dando lugar a um presídio militar, acarretando adulteração de estruturas.
Em meados do século XX o conjunto foi classificado como Imóvel de Interesse Público por Decreto de Julho de 1957. No fim da década de 1960 foram encetadas obras de consolidação e restauro nas muralhas do castelo, que se estenderam até ao início da década de 1970, destacando-se a reconstrução parcial da antiga torre de menagem. Recentemente, a partir de 2002, formulou-se um projeto global de intervenção e de valorização do conjunto.

## Características
Construído em alvenaria de pedra, apresenta planta poligonal irregular (orgânica), acompanhando o afloramento rochoso em que se ergue, com muralhas de faces predominantemente retas.
Originalmente em estilo românico, as reformas que lhe foram introduzidas no século XIII conferiram-lhe o aspecto gótico.
Do antigo e austero castelo medieval, envolto por um jardim público de onde se descortina uma invejável panorâmica, restam atualmente apenas a sólida Torre de Menagem,  a Porta de Armas (no ângulo nordeste) e a arcaria de suporte a dois distintos panos de muralhas que servem de parapeito a um miradouro sobre a cidade.

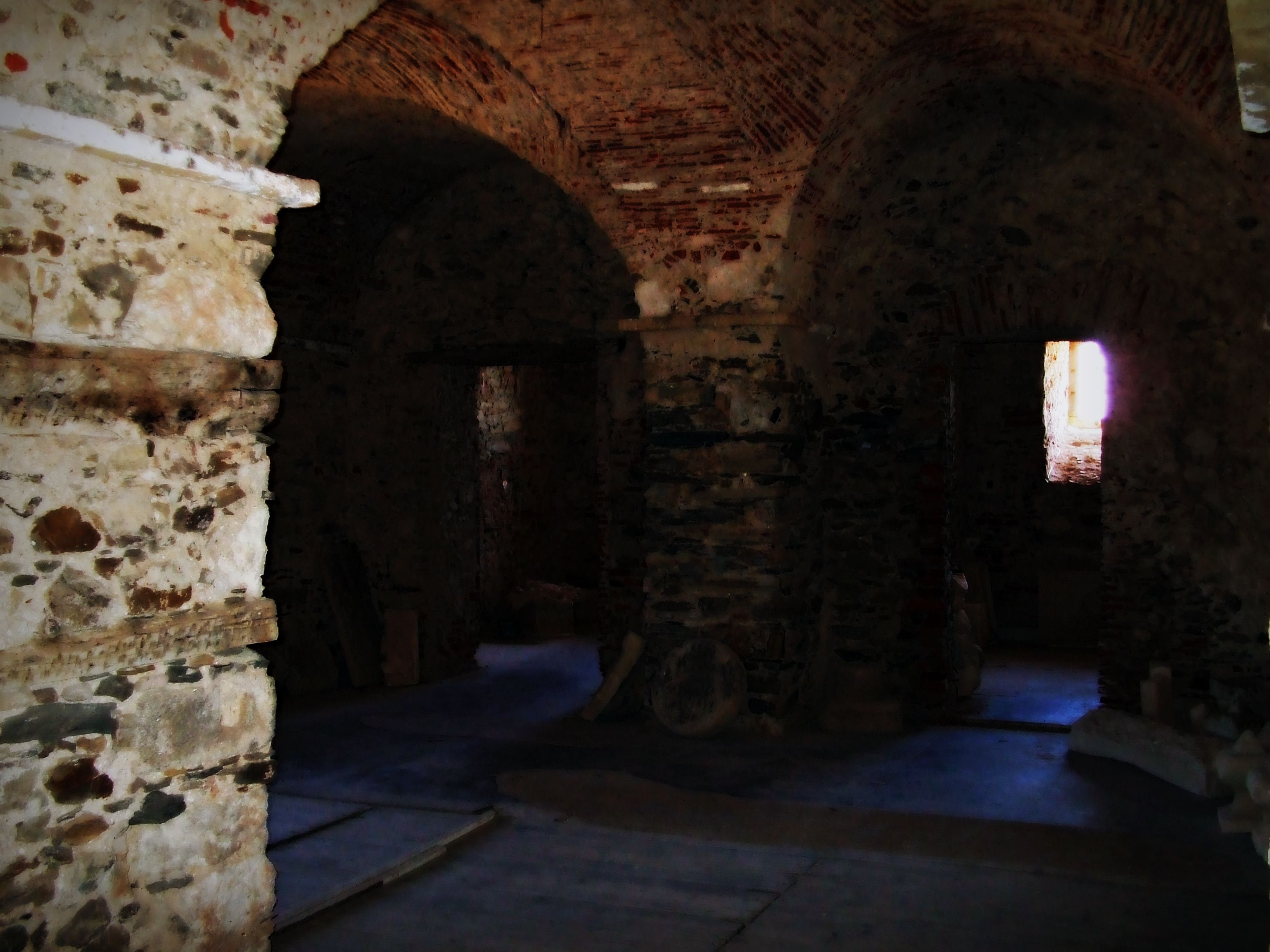
Interior do Paço dos Condes de Abrantes

A Torre de Menagem, com planta quadrangular, invulgarmente localizada no centro da praça de armas, compunha-se originalmente por três pavimentos, tendo os dois superiores ruído no terremoto de 1531. As suas feições foram descaracterizadas por obras promovidas no século XIX.
O primeiro pano de muralhas é reforçado por torres cilíndricas e rasgado por aberturas retangulares. Os baluartes setecentistas distribuem-se ao redor da povoação, a meia encosta.
Na antiga praça de armas, pelo lado oeste, erguem-se as ruínas do antigo Paço dos Condes de Abrantes, iniciado em torno de 1530 pelo Alcaide-mor da Vila, Diogo Fernandes de Almeida, tendo demolindo, para o erguer, aquele trecho de muralhas. Esta edificação foi substancialmente modificada no século XVIII por iniciativa do 1° Marquês de Abrantes, D. Rodrigo Anes de Meneses. O Paço dos Marqueses de Abrantes, marcado pela grandiosidade dos seus elementos arquitetónicos em estilo barroco, entre os quais se destaca a loggia, arcada de onze vãos de volta perfeita, ladeada simetricamente por dois torreões cilíndricos.
Ainda no interior do recinto amuralhado medieval ergue-se a Igreja de Santa Maria do Castelo de estilo gótico, convertida em museu histórico, onde se conservam coleções de escultura romana, escultura tumular do século XV e século XVI, além de painéis de azulejos sevilhanos e outras obras de arte.